# Vicopisano
Vicopisano är en ort och kommun i provinsen Pisa i regionen Toscana i Italien. Kommunen hade 8 593 invånare (2018).